# Носсен
Носсен (нем. Nossen) — город в Германии, в земле Саксония. Подчинён земельной дирекции Дрезден. Входит в состав района Мейсен. Население составляет 10 851 человека (на 31 декабря 2014 года). Занимает площадь 122,61 км². Официальный код — 14 2 80 280.
Город подразделяется на 56 городских районов.

## Достопримечательности
- Замок Носсен
- Руины цистерцианского монастыря Альтцелла

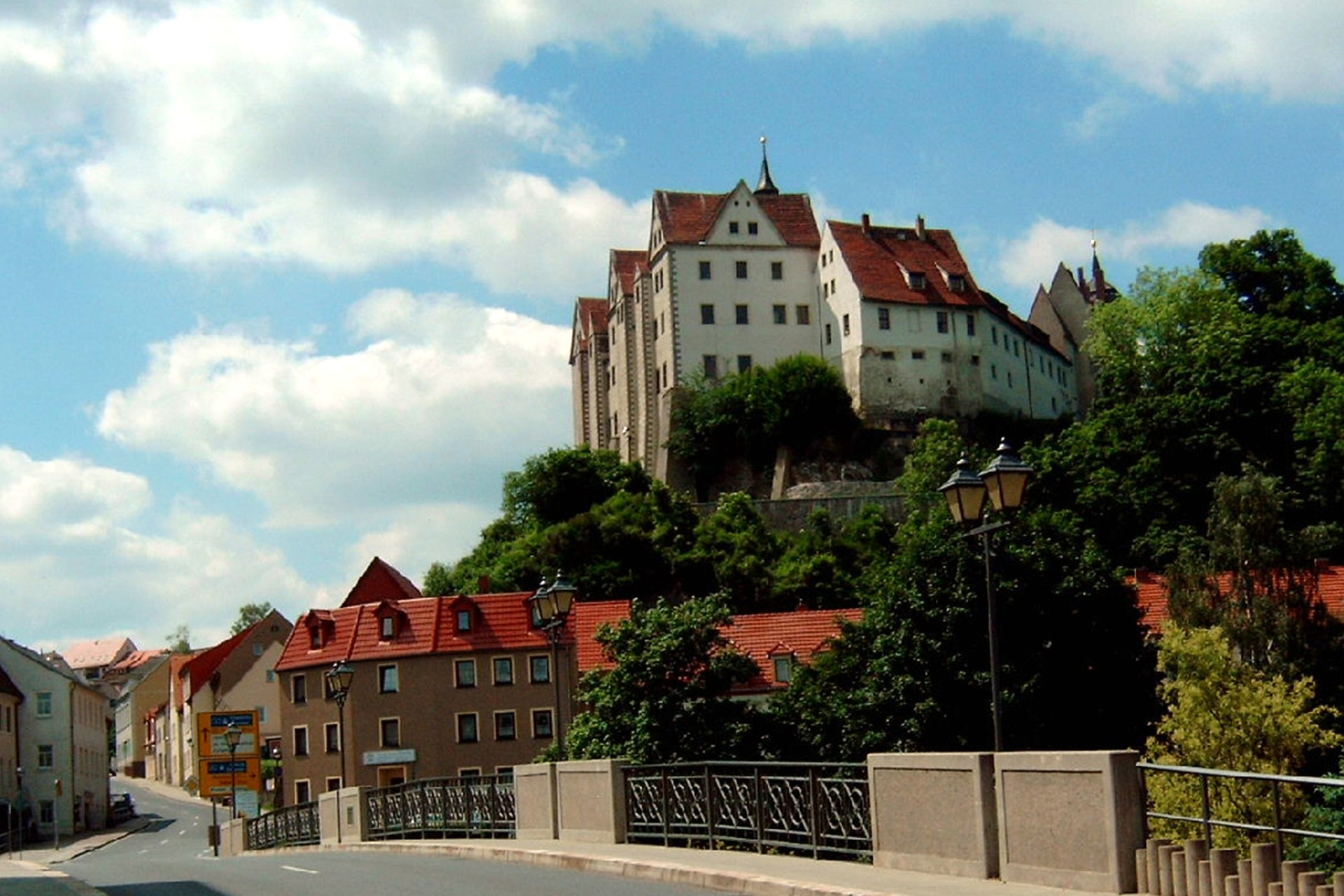
Вид на замок Носсен